# Golden League 2004
La Golden League 2004 s'est déroulée sur six meetings. 

## Déroulement
Pour remporter le million de dollars en lingots qui constitue la prime, les athlètes doivent remporter l'ensemble des six épreuves. Les vainqueurs doivent également participer à la finale IAAF se déroulant à Monaco.
Douze épreuves figurent au programme de cette Golden League : six chez les hommes et six chez les femmes.

## Résultats
La Bahaméenne Tonique Williams-Darling et le Suédois Christian Olsson sont les seuls athlètes à remporter l'ensemble des épreuves et se partagent donc le million de dollars de prix.
| Épreuves         | Bislett Games 11 juin                | Golden Gala 2 juillet                | Meeting Gaz de France 23 juillet     | Weltklasse Zürich 6 août             | Mémorial Van Damme 3 septembre   | ISTAF 12 septembre               |
| ---------------- | ------------------------------------ | ------------------------------------ | ------------------------------------ | ------------------------------------ | -------------------------------- | -------------------------------- |
| Hommes           |                                      |                                      |                                      |                                      |                                  |                                  |
| 200 m            | Shawn Crawford États-Unis            | Stéphane Buckland Maurice            | Francis Obikwelu Portugal            | Bernard Williams États-Unis          | Frankie Fredericks Namibie       | Asafa Powell Jamaïque            |
| 800 m            | Yuriy Borzakovskiy Russie            | Wilson Kipketer Danemark             | William Yiampoy Kenya                | Wilfred Bungei Kenya                 | Wilfred Bungei Kenya             | Youssef Saad Kamel Brunei        |
| 1 500 m          | Bernard Lagat Kenya                  | Rashid Ramzi Bahreïn                 | Bernard Lagat Kenya                  | Bernard Lagat Kenya                  | Timothy Kiptanui Kenya           | John Korir Kenya                 |
| 400 m haies      | Felix Sanchez République dominicaine | Felix Sanchez République dominicaine | Felix Sanchez République dominicaine | Felix Sanchez République dominicaine | Bayano Kamani Panama             | Bayano Kamani Panama             |
| Triple saut      | Christian Olsson Suède               | Christian Olsson Suède               | Christian Olsson Suède               | Christian Olsson Suède               | Christian Olsson Suède           | Christian Olsson Suède           |
| lancer du disque | Virgilijus Alekna Lituanie           | Virgilijus Alekna Lituanie           | Virgilijus Alekna Lituanie           | Róbert Fazekas Hongrie               | Virgilijus Alekna Lituanie       | Virgilijus Alekna Lituanie       |
| Femmes           |                                      |                                      |                                      |                                      |                                  |                                  |
| 100 m            | LaTasha Colander États-Unis          | Yulia Nesterenko Biélorussie         | Christine Arron France               | Christine Arron France               | Aleen Bailey Jamaïque            | Debbie Ferguson Bahamas          |
| 400 m            | Tonique Williams-Darling Bahamas     | Tonique Williams-Darling Bahamas     | Tonique Williams-Darling Bahamas     | Tonique Williams-Darling Bahamas     | Tonique Williams-Darling Bahamas | Tonique Williams-Darling Bahamas |
| 1 500 m          | Iryna Lishchynska Ukraine            | Olga Yegorova Russie                 | Judit Varga Hongrie                  | Wioletta Janowska Pologne            | Tatyana Tomashova Russie         | Tatyana Tomashova Russie         |
| 3 000 m 5 000 m  | Elvan Abeylegesse Turquie            | Ejegayehu Dibaba Éthiopie            | Isabella Ochichi Kenya               | Edith Masai Kenya                    | Edith Masai Kenya                | Berhane Adere Éthiopie           |
| 100 m haies      | Gail Devers États-Unis               | Glory Alozie Espagne                 | Perdita Felicien Canada              | Perdita Felicien Canada              | Koroteyeva Russie                | Joanna Hayes États-Unis          |
| saut en hauteur  | Hestrie Cloete Afrique du Sud        | Hestrie Cloete Afrique du Sud        | Hestrie Cloete Afrique du Sud        | Hestrie Cloete Afrique du Sud        | Yelena Slesarenko Russie         | Yelena Slesarenko Russie         |